# ویکتوریا اسپارتز
ویکتوریا اسپارتز (زادنام Kulheyko;  متولد ۶ اکتبر ۱۹۷۸) سیاستمدار و صاحب کسب‌وکار آمریکایی متولد اوکراین است که از حوزه انتخابیه پنجم ایندیانا  در مجلس نمایندگان ایالات متحده حضور دارد. اسپارتز یکی از اعضای حزب جمهوری‌خواه است، اما از پذیرش هرگونه وظایف کمیته جمهوری‌خواه خودداری کرد. او قبلاً به عنوان نماینده منطقه بیستم در مجلس سنای ایندیانا حضور داشت.

## دوران اولیه زندگی و تحصیل
ویکتوریا در نوسیفکا، استان چرنیهیف اوکراین که در آن زمان بخشی از اتحاد جماهیر شوروی بود به دنیا آمد. او تا سن پنج سالگی با پدربزرگ و مادربزرگش زندگی کرد، تا اینکه آنها به چرنیهیف نقل مکان کردند. در آنجا در یک لوکئوم (lyceum) تحصیل کرد و با (درجه) مدال طلا فارغ‌التحصیل شد.
اسپارتز مدرک لیسانس علوم و مدرک کارشناسی ارشد مدیریت بازرگانی را از دانشگاه ملی اقتصاد کیف دریافت کرد.
اسپارتز در سال ۲۰۰۰ در سن ۲۲ سالگی به ایالات متحده مهاجرت کرد و در سال ۲۰۰۶ شهروند ایالات متحده شد. او مدرک کارشناسی ارشد حسابداری خود را از دانشکده بازرگانی کلی دانشگاه ایندیانا – دانشگاه پردو ایندیاناپولیس دریافت کرد.

## حرفه
اسپارتز از سال ۲۰۱۰ تا ۲۰۲۱ دارای جواز حسابدار عمومی گواهی‌شده و از سال ۲۰۰۳ تا ۲۰۲۰ دارای جواز بنگاه املاک و مستغلات بود که هر دو از ایالت ایندیانا است.
اسپارتز یکی از اعضای مؤسس تی پارتی در شهرستان همیلتون، ایندیانا بود. او قبل از اینکه دارای مقام در سنای ایندیانا شود در دفتر دادستان کل ایندیانا به عنوان مدیر ارشد مالی خدمت می‌کرد. او عضو هیئت علمی پاره وقت (adjunct) در مدرسه کسب‌وکار کلی در شهر ایندیاناپلیس بود و کسب‌وکار مستغلات و کشاورزی (real estate and farming businesses) خود را دارد.
اسپارتز سال ۲۰۱۷ بعد از استعفای لوک کِنلِی، از منطقه بیستم در سنای ایندیانا گمارده شد.

## مجلس نمایندگان ایالات متحده آمریکا
انتخابات
۲۰۲۰
بعد از اینکه سوزان بروکس، متصدی جمهوری‌خواه در ماه ژوئن اعلام کرد که تصمیم به حضور دوباره در انتخابات ندارد، اسپارتز از حوزه انتخابیه پنجم ایندیانا کاندیداتوری خود را اعلام کرد. او در روز ۲ ژوئن ۲۰۲۰، در انتخابات مقدماتی جمهوری‌خواهان پیروز شد.
اسپارتز در انتخابات اصلی که در ماه نوامبر برگزار شد با شکست دادن نامزد دموکرات کریستینا هیل عضو سابق مجلس نمایندگان ایندیانا، با کسب رای ۴ درصد بیشتر از او، پیروز انتخابات شد. بعد از تقسیم‌بندی مجدد به عنوان منطقه حومه شمالی در سال ۱۹۸۳ (تا سال ۲۰۰۳ به عنوان منطقه شش به حساب می‌آمد)، این انتخابات نزدیک‌ترین رقابت بین کاندیداها بود و تنها دومین بار در آن دوره بود که یک دموکرات دست‌کم ۴۰ درصد آراء را کسب کرد.
الگو:Election box hold with party link without swing
| حزب    | حزب                                  | کاندیدا          | آرا     | %     |
| ------ | ------------------------------------ | ---------------- | ------- | ----- |
|        | حزب جمهوری‌خواه (ایالات متحده آمریکا) | ویکتوریا اسپارتز | ۲۰۸٬۲۱۲ | ۵۰٫۰  |
|        | حزب دموکرات (ایالات متحده آمریکا)    | کریستینا هیل     | ۱۹۱٬۲۲۶ | ۴۵٫۹  |
|        | حزب لیبرترین                         | کِن تاکِر          | ۱۶٬۷۸۸  | ۴٫۰   |
| رأی کل | رأی کل                               | رأی کل           | ۴۱۶٬۲۲۶ | ۱۰۰٫۰ |

۲۰۲۲
با تقسیم‌بندی دوباره حوزه‌های انتخابیه ایندیانا در سال ۲۰۲۱، حوزه پنجم نسبت به قبل از این تقسیم‌بندی بیشتر به سود حزب جمهوری‌خواه بود. قابل توجه این که این حوزه سهم آراء خود از ایندیاناپولیس را از دست داد. برای جبران تعداد نفرات از دست رفته رای‌دهنده در انتخابات مربوط به این ناحیه، نواحی مونسی و اندرسون که پیش از این جزو حوزه انتخاباتی ششم قرار داشتند و در سمت شرق حوزه پنجم بودند، به این حوزه الحاق شدند.
اسپارتز بعد از اینکه بدون هیچ چالشی در دوره مقدماتی حزب جمهوری‌خواه انتخاب شد در انتخابات اصلی، نامزد حزب دموکرات جینی لی لِیک (Jeanine Lee Lake) را شکست داد.
الگو:Election box hold with party link without swing
| حزب    | حزب                                  | کاندیدا                  | آرا     | %    |
| ------ | ------------------------------------ | ------------------------ | ------- | ---- |
|        | حزب جمهوری‌خواه (ایالات متحده آمریکا) | ویکتوریا اسپارتز (متصدی) | ۱۴۶٬۵۷۵ | ۶۱٫۱ |
|        | حزب دموکرات (ایالات متحده آمریکا)    | جینی لی لیک              | ۹۳٬۴۳۴  | ۳۸٫۹ |
| رأی کل | رأی کل                               | رأی کل                   | ۲۴۰٬۰۰۹ | ۱۰۰  |

۲۰۲۴
در اواخر سال ۲۰۲۲، بعد از اینکه سناتور مایک بران نامزدی خود را برای انتخابات فرمانداری ایندیانا اعلان کرد، شایعاتی وجود داشت که ممکن است اسپارتز برای در اختیار گرفتن کرسی خالی شده توسط او، نامزد حضور در انتخابات مجلس سنا شود. با این وجود در روز ۳ فوریه ۲۰۲۳، اسپارتز اعلام کرد که برای حضور دوباره در انتخابات یا قبول هر مسئولیت دیگری نامزد نخواهد شد. در اوایل ماه دسامبر ۲۰۲۳، او از اعلام بازنشستگی خود عقب‌نشینی کرد و در ایمیلی که برای روزنامه ایندی‌استار ارسال کرد نوشت «همکاران و موکلان از من درخواست کرده‌اند که دوباره برای حضور در انتخابات نامزد شوم» و «رئیس بهتری» مجلس را هدایت می‌کند که او را ملزم می‌کند تا برای حضور در انتخابات، در نظر خود «تجدید نظر» کند. او در ۵ فوریه ۲۰۲۴، پنج روز قبل از اینکه مهلت ثبت‌نام در انتخابات به پایان برسد، قصد خود مبنی بر نامزدی دوباره در انتخابات را تأیید کرد.
اسپارتز در انتخابات مقدماتی جمهوری‌خواهان که در روز ۷ مه انجام گرفت، با تنها بیش از ۴۸۰۹ رای (۵٫۹ درصد) از رقیب اصلی خود، چاک گودریچ را شکست داد.
در روز ۱ ژوئیه ۲۰۲۴، مدیریت فرودگاه‌های کلان‌شهر واشینگتن (Metropolitan Washington Airports Authority) اعلام کرد که آنها در روز جمعه گذشته، اسپارتز را به خاطر نقض قانون سلاح در فرودگاه بین‌المللی دالس واشینگتن متهم کرده‌اند. او احضاریه‌ای جهت حضور در دادگاهی در ویرجینیا دریافت کرد. در پی این رخداد، دفتر کار اسپارتز بیانیه زیر را منتشر کرد: «در جمعه گذشته، اسپارتز هنگام عبور از گیت امنیتی فرودگاه دالاس، به‌طور غیرعمدی اسلحه کمری فاقد خشاب و گلوله را در چمدان خود حمل کرد که متوجه نبود در جیب چمدانش قرار دارد.» او بعد اظهار داشت «در حقیقت، با توجه به رده حرفه ما و میزان خطیر بودن آن، محتملاً باید اجازه داشته باشیم آن را در هر جایی با خود ببریم.»
| حزب    | حزب                                  | کاندیدا                  | آرا     | %     |
| ------ | ------------------------------------ | ------------------------ | ------- | ----- |
|        | حزب جمهوری‌خواه (ایالات متحده آمریکا) | ویکتوریا اسپارتز (متصدی) | ۲۰۳٬۲۹۳ | ۵۶٫۶  |
|        | حزب دموکرات (ایالات متحده آمریکا)    | دبورا پیکِت               | ۱۳۶٬۵۵۴ | ۳۸٫۰  |
|        | سیاستمدار مستقل                      | رابی اسلاوتر             | ۹٬۷۹۰   | ۲٫۷   |
|        | حزب لیبرترین                         | لاوری شیلینگز            | ۹٬۵۶۷   | ۲٫۷   |
| رأی کل | رأی کل                               | رأی کل                   | ۳۵۹٬۲۰۴ | ۱۰۰٫۰ |

## زندگی شخصی
در حالی که اسپارتز در حال تحصیل در کالج بود، هنگام سفر با قطار از مسکو به کیف با همسر آینده خود، جیسون اسپارتز آشنا شد. آنها در سال ۲۰۰۰ با یکدیگر ازدواج کردند. این زوج دو دختر دارند و در شهر نوبلزویل، ایندیانا زندگی می‌کنند. اسپارتز یک مسیحی ارتدکس شرقی است.

## نکات
1. ↑  اوکراینی: Вікторія Кульгейко، ت. «[Viktoriia Kulheiko] Error: [undefined] Error: {{Transl}}: شناسه زبان / خط ناموجود (راهنما): استاندارد ناشناخته نویسه‌گردانی: ukrainian (راهنما)»